# 子嬰
子嬰（しえい）は、中国秦の最後の君主（在位：紀元前207年）。史料では、秦王子嬰または秦三世とも呼称される。
秦の皇族であったが、秦二世である胡亥を自殺に追い込んだ趙高に擁立され、秦王として即位した。その後、趙高を殺害し、劉邦に降伏して秦は滅んだ。後に項羽により、一族とともに殺された。

## 生涯
『史記』「李斯列伝」では始皇帝の弟とされているが、『史記』「秦始皇本紀」では「胡亥の兄の子」とされており、「兄」が誰の事なのかは記録されていない。また、『史記』「六国年表第三」では、「胡亥の兄」とされる。
始皇37年（紀元前210年）7月、巡幸中に始皇帝が死去する。
始皇帝と巡幸をともにしていた胡亥・趙高・李斯が共謀して始皇帝の詔を偽り、胡亥が始皇帝の太子を名乗り、上郡にいた始皇帝の長子であった扶蘇が自害させられ、内史として秦の軍を率いていた蒙恬が捕らえられ、陽周の獄につながれた。
その後、咸陽に帰った胡亥は二世皇帝に即位する。
胡亥の側近として信任されていた趙高は日夜、蒙恬とその弟である蒙毅を中傷して、その罪過を探し、弾劾していた。子嬰はそのことに関して、胡亥を諫めた。「いけません。かつて、趙王遷（幽繆王）は良将の李牧を殺して顔聚を用い、燕王喜は荊軻の計略を用いて秦との盟約に背き、斉王建（田建）は代々の忠臣を殺して后勝の意見を用いました。この三人の君主は、皆、古来のやり方を変えて、国を失い、災いはその身まで及んだのです。蒙氏（蒙恬・蒙毅）は秦の大臣であり謀士であります。それなのに、主（胡亥）が一朝にして彼らを捨て去ろうと望んでおられるのであれば、私はよろしくないと考えております。私は、『思慮が足りないものは国を治めることができず、独りよがりなものは君主を保つことができない』という言葉を聞いております。忠臣を誅殺すれば、節操が無い人物（趙高のこと）を取り立てれば、朝廷のうちでは群臣たちがお互いを信じることができなくなり、外地では戦士たちの心が秦王朝から離れてしまいます。私はよろしくないと考えています」。しかし、胡亥は子嬰の言葉を聞き入れず、使者を送り、蒙恬・蒙毅兄弟に自害を命じた。蒙毅は殺され、蒙恬は自決した。
二世元年（紀元前209年）7月、秦への大規模な反乱である陳勝・呉広の乱が起こる。
二世2年（紀元前208年）11月、秦の将である章邯は陳において陳勝を破る。
同年12月、敗走した陳勝は部下に裏切られ、城父にて殺された。
しかし、その後も反乱は止まず、李斯は胡亥に、阿房宮の工事を中止して、兵役・輸送の労役を減らすように諫めたが、捕らえられる。この時、子嬰はまたしても胡亥を諫めた。「いけません。やり方や法令を変えて、忠臣を誅殺した上に、節操無い人（趙高のこと）を取り立てて、法を好き勝手につかさどらせて、不義を天下の人々に行使したなら、後々、その報いを受けることになります。私はそれを恐れます。大臣は外地に向かって様々に謀り、民は内地で（為政者を）怨んでおります。今、将軍の章邯は外地にいて、兵士たちは労苦していますが、物資を補給していません。外地には敵はいませんが、秦の内部に臣下たちの互いに争う意思が見られます。それゆえ、危うい状況なのです」。しかし、子嬰の諫めは、胡亥に聴かれず、李斯は処刑された。
二世3年（紀元前207年）12月、秦に反乱を起こした楚軍の指揮を執る項羽が趙を救援し、鉅鹿を囲む秦軍を大破され、秦軍の包囲を解かれた。魏・趙・斉・燕の諸侯の軍は項羽に属することになり、戦況は反乱側の優位に大いに傾き、秦側の形勢は一気に不利となった（鉅鹿の戦い）。
同年7月、秦軍の主力の指揮を執る章邯が、項羽が指揮を執る楚軍に降伏する。
同年8月、函谷関より東の土地の民衆は、秦に対して反乱を起こし、諸侯に呼応した。さらに反乱軍が、秦の首都である咸陽へ向かってきていることも伝わってきた。
また、反乱軍の楚に属した劉邦が数万人を率いて、秦の咸陽を守る武関を攻めて、打ち破った。劉邦は使者を派遣して、趙高とひそかに意を通じ合わせてきた。
胡亥から処刑されることを恐れた丞相の趙高は、娘婿で咸陽令となっていた閻楽、弟の趙成と謀議した。「陛下（胡亥）は諫言を聞かず、この事態の急変の責任を我々一族に負わせようとしている。私はお上を替え、後継に公子である子嬰を立てたい。子嬰は仁篤あり、ひかえめな人柄で、民も皆その言をいただいている」。そこで、趙高は閻楽に命じて、クーデターを起こして、胡亥を自殺に追い込む（望夷宮の変）。
趙高は、閻楽からの復命を聞いて、秦の諸大臣と公子を全て召して、胡亥を誅殺したことを告げて言った。「秦は元々、王国であった。始皇の君（始皇帝）が天下を統一したため、帝と称したのだ。現在、六国が自立しており、秦の土地はますます小さくなっている。それで、帝を名乗っても名だけの空しいものとなる。そこで、かつてのように王と名乗るのがよい」。
同年9月、趙高は子嬰を秦王として擁立する。
子嬰は斎戒を行い、先祖の宗廟にまみえてから、玉璽を受けることとなった。子嬰は、斎戒をして5日経ってから、宦者 の韓談 及び子嬰の二人の子と謀って言った。「丞相の趙高は、二世皇帝（胡亥）を望夷宮において殺害したが、群臣から誅されることを恐れて、偽って義を立てたふりをして、私を擁立したのだ。私は、趙高が楚（劉邦）と約束して、秦の宗室を滅ぼして関中の王になろうとしている、と聞いた。今、私に斎戒を行わせ、先祖の宗廟にまみえさせようとしているのは、宗廟の中で私を殺害しようと考えているのだ。私が病気と称して行かなければ、丞相（趙高）は必ず来るだろう。来た時に趙高を殺害しよう」。
趙高は使者を派遣して、子嬰に宗廟にまみえることを数度にわたって請うたが、子嬰は行かなかった。果たして、趙高は自ら子嬰のところに向かい「宗廟にまみえるのは重大な事です。王はどうして行かないのですか？」と子嬰に問い正したが、その直後、子嬰は斎戒を行うための宮中において、趙高を刺殺。趙高に連なる三族をも滅ぼし、咸陽において公表した。
この時、楚の将である劉邦は秦軍を破って、武関を突破していた。子嬰は兵を派遣し、劉邦の軍勢を嶢関において阻んだ。劉邦の参謀である張良は劉邦に進言した。「秦の兵はいまだ強く、軽くみるべきではありません。旗や幟を諸々の山の上に張りめぐらせて、疑兵の計をなしてください。その上で、酈食其に高価な宝を持たせて秦の将に与えてください」。劉邦は張良の進言に従うと、秦の将は果たして（秦に背いて）劉邦と連合して、一緒に西の咸陽に向かうことを望んだ。劉邦はこの願いを聞き入れようとしたが、張良がまた進言した。「今はただ独り、秦の将が秦に背く事を望んでいるだけです。恐らく士卒達は従わないでしょう。従わないときは必ず危機に陥ります。彼らの油断につけこみ、攻撃するのがいいでしょう」。そこで、劉邦は秦軍を攻撃した。これにより、秦軍は大破された。
劉邦はさらに、秦の下嶢と藍田を攻め、張良の策により、戦わずに降伏させた。
高祖元年（紀元前206年）10月、劉邦の軍は覇上にまで迫った。劉邦は、使者を送って子嬰に降伏をうながした。子嬰は、首の組み紐をかけて、服喪につかう白い馬と簡素な馬車に乗り、天子の玉璽を奉じて、軹道という土地において、劉邦に降伏した。子嬰が即位してから、たった46日であった。
劉邦配下の諸将には、子嬰の処刑を主張するものもいたが、劉邦は「降伏しているものを殺害することは不肖である」として、子嬰を役人にまかせて一族ともども身の安全を保証し、秦の宮室や府庫を封じた上で、軍を返して覇上に駐屯した。
同年11月、劉邦は覇上に各地の父老や豪族を呼び寄せて、「私が（関中を落としたことによる功績をあげたため、先に楚の懐王と）諸侯との約束により、関中王となるであろう。関中王になった後は、法は三章のみ（人を殺すものは死罪、人を傷つけるものと人のものを盗んだものは罰する）とする。それ以外の秦の法は取り除くであろう」ことを約束した。劉邦は、使者を秦の役人とともに秦の土地であった郷や邑に送り、このことを宣言させた。秦の人々は大いに喜んで、劉邦が秦王になれないことを恐れた。
劉邦は、章邯が項羽に降伏して、雍王に封じられたと聞き、項羽ら諸将が関中に来れば、関中王になれないことと考えて、函谷関に兵を守って項羽を防ぐことにした。しかし、函谷関に到着した項羽は、函谷関が閉じられていると知り、英布や各国の諸将とともに函谷関を打ち破った。
同年12月、項羽率いる諸将の軍40万は函谷関を突破して、戯に到達した。劉邦の左司馬であった曹無傷は使者を項羽のもとに送り、「沛公（劉邦）は関中王になろうと望み、子嬰を相にして、珍宝は全て手にいれました」と告げさせた。項羽は劉邦と戦おうとしたが、おじの項伯からの説得により、劉邦は項羽に釈明し、項羽はこれを認めた（鴻門の会）。項羽は西進して、咸陽へと進軍した。
同年1月、項羽は咸陽に入ると、従長（諸侯の合従連合軍の盟主）として、子嬰と秦の諸公子・宗族を全て処刑した。さらに、項羽は咸陽を略奪して、秦の宮室を焼き払い、子女を虜にした上で、珍宝・財貨を奪い取り、咸陽を略奪した諸侯に分けた。項羽は秦の後裔となるものを全て滅ぼし、秦の土地を三つに分けて、雍王（章邯が王となる）、塞王（司馬欣が王となる）、翟王（董翳が王となる）が王に封じられ、三秦と名付けられた。これで、秦王朝は滅んでしまった。

## 評価
司馬遷に『史記』において引用された、前漢の政治家である賈誼によって著された『過秦論』において、子嬰は次のように評価されている。
「（胡亥の死後）子嬰が即位したが、（各地で秦に対する反乱が起き、鎮圧できない理由を）悟ることはなかった。もし、子嬰に並の君主としての才能があり、中程度の人物の補佐を得ていれば、山東は戦乱になったといっても、秦の土地は全うして保つことができ、宗廟の祀りは（賈誼の生きていた時代までも）いまだ、絶えることはなかったであろう。子嬰は孤立して、親しい人物もおらず、危うくて弱く、補佐するものもなかった。三主（始皇帝・胡亥・子嬰）惑いながら、終身、（己の過ちを）悟ることがなかった。秦が滅びたのは当然なことである」
また、後漢の歴史家である班固は、子嬰のことを「子嬰は順次により、王位を継いだ。子嬰が小人だとしたら、つくべきである地位につくと悦びの余りに自分の守るべき分を忘れ、日々を安逸に過ごすであろうに、深くおもんばかり、子とともに権謀をなして、狡猾な大臣でありながら胡亥を弑逆した賊でもある趙高を討伐し、誅殺したのだ。しかし、趙高を討ち取ってからわずかな時間も与えられずに、楚（劉邦）の兵が関中に攻め込んできて、覇上にまで至った。子嬰は、帝者（後に漢の高祖となる劉邦を指す）に降伏した。秦の積み重ねられた衰退により、天下は瓦解していたのだ。周公旦のような人材ですらどうにもならなかったであろう。それを、わずかな間、王位についただけの孤立無援であった子嬰を（賈誼や司馬遷が）責めるのは誤りではないか。俗説に、『始皇帝が罪悪を起こし、胡亥がそれを極限にまで広げた』と伝えているのが、理にかなっている。また、小子（子嬰）を責めて、『秦の地は全うすることができたであろう』とするのは、時勢の変化に通じないものの考えである。私（班固）は、秦紀を読んで子嬰が趙高を車裂きにしたことを（記述している部分を）読む時に、子嬰の決断を壮健なものと感じたし、子嬰の志を哀れに感じている。子嬰の行動は、いかに生き、いかに死ぬべきかという意義が備わっているのだ」と、評価している。

## 血縁関係
小説などでは、秦の最後の君主である子嬰は扶蘇の子であるといわれることがあるが、『史記』などの史書に裏付けがある話ではない。扶蘇と子嬰の父子関係を肯定するならば、趙高の誅殺に加わった子嬰の二人の子は扶蘇の孫で、始皇帝の曾孫となる。
『史記』「李斯列伝」集解徐広の説では、「一本曰『召始皇弟子嬰，授之璽』」と記述され、始皇帝の弟の子の（嬴）嬰とする説がある。就実大学人文科学部元教授の李開元はこの説を支持し、嬴嬰を始皇帝の弟である嬴成蟜の子であると言う説を発表している。この場合、子嬰は始皇帝の甥、扶蘇と胡亥の従兄弟になる。また、李開元は成蟜が趙攻めの際に秦に叛いた際（成蟜の乱）、趙で生まれたのが子嬰であると言う。これが事実であれば、子嬰の生年は紀元前239年（秦王政8年）となり、紀元前206年に項羽によって処刑された際の年齢は34歳頃と思われる。
『史記』「六国年表第三」では、「趙高反，二世自殺，高立二世兄子嬰」と記述され、子嬰は胡亥（二世皇帝）の兄であるとしている。
中井積徳は、子嬰が始皇帝の孫なら「公孫」と称し、公子と称すことができないことから、「兄子」の「子」の字を伝写するものが誤って増やしたのではと考え、さらに、子嬰の子供たちと趙高の謀殺を共謀することは年齢的に無理があることから、子嬰を「蓋し（思うに）二世（胡亥）の兄なり」として、扶蘇と胡亥の間の始皇帝の公子の一人、扶蘇の弟で、胡亥の兄とみなしている。
ただし、『新釈漢文大系「史記一（本紀）」』の注釈においては、子嬰（公子嬰）を「二世胡亥の兄扶蘇の子」としている。
鶴間和幸は、「子嬰は二世皇帝（胡亥）の兄の子であると秦始皇本紀はいい、李斯列伝では始皇帝の弟とする。『史記』のなかではこのような矛盾はいくらでもある。前者の説（胡亥の兄の子）の方が無難である」であると述べている。

## 参考論文
- 工藤卓司「北京大学蔵西漢竹書『趙正書』における「秦」叙述」『中国研究集刊』第63号、大阪大学中国学会、2017年6月、188-212頁、doi:10.18910/70152、ISSN 0916-2232、NAID 120006498351。